# مین کیونگ هون
مین کیونگ هون (انگلیسی: Min Kyung-hoon؛ زادهٔ ۶ اکتبر ۱۹۸۴) خواننده اهل کره جنوبی است.